# Initiative Cacao Côte d'Ivoire – Ghana
L'Initiative Cacao Côte d'Ivoire – Ghana (ICCIG), créée en 2018, est une organisation intergouvernementale des pays producteurs de cacao. Fondée par la Côte d'Ivoire et le Ghana, l'organisation vise à influencer ensemble les prix mondiaux du cacao et le marché du chocolat. Son but est d’accroître de manière durable les revenus des producteurs de cacao dans ses pays membres. Certains critiques qualifient l'organisation de « cartel du cacao » et l'appellent « Copec », en référence à l'OPEP, le cartel pétrolier.

## Histoire
La Côte d'Ivoire et le Ghana sont respectivement le premier et le deuxième producteurs mondiaux de cacao. Ils représentent ensemble 65 % de l'offre mondiale de cacao en 2024. En 2017, une baisse de 20 % des prix mondiaux du cacao a affecté les moyens de subsistance de millions de producteurs en Côte d'Ivoire et au Ghana. Face à cette situation, les présidents des deux pays ont décidé de signer un accord de partenariat stratégique pour la production de cacao,.
Le 26 mars 2018, la Côte d'Ivoire et le Ghana signe la « Déclaration d'Abidjan », promettant de travailler ensemble pour augmenter les revenus des producteurs de cacao, créer une stratégie pour une culture durable du cacao et mener des recherches scientifiques sur la production de cacao et la maladie du swollen shoot. Peu de temps après, l'Initiative Cacao Côte d'Ivoire-Ghana (CIGCI) est créée avec une charte alignée sur les deux accords précédents.
En 2019, la ICCIG a commencé à facturer aux acheteurs de cacao une prime de 400 USD par tonne métrique. Les gouvernements ivoirien et ghanéen ont menacé de mettre un terme aux programmes de durabilité des acheteurs sur leurs frontières respectives si les entreprises ne payaient pas la prime.
En juin 2021 a lieu, en Côte d'Ivoire, la première réunion du Comité de pilotage, qui est présidée par le ministre d’État ivoirien, ministre de l’Agriculture et du développement rural, Kobenan Kouassi Adjoumani, avec la présence du ministre ghanéen Owusu Afryie-Akoto, ainsi que plusieurs autres personnalités des secteurs agricoles et industriels ivoiriens et ghanéens. La 4e réunion du comité de pilotage a lieu à Acrra le 2 juin 2023.

## Adhésion

Côte d'Ivoire (orange) et Ghana (vert) en Afrique de l'Ouest

La ICCIG compte actuellement deux membres, ses fondateurs, la Côte d’Ivoire et le Ghana. Sa charte stipule que l’adhésion est ouverte à tout pays producteur de cacao en Afrique. En 2022, le Cameroun et le Nigéria exprime leur intérêt à rejoindre la ICCIG. Ensemble, ces quatre pays représentent 75 % de l'approvisionnement mondial en cacao,.

## Gouvernance
Le secrétariat de la CIGCI constitue l'organe opérationnel de l'organisation. Situé à Accra, la capitale du Ghana, il est dirigé par un secrétaire exécutif d'origine ivoirienne, nommé par le gouvernement ivoirien. Le premier secrétaire exécutif actuel est Alex Assanvo, ancien directeur des affaires générales pour l'Europe et l'Afrique chez Mars Inc.

## Siège
Le 18 avril 2024, le siège permanent du ICCIG est inauguré par le président ghanéen Nana Akufo-Addo à Accra. Lors de la cérémonie d'inauguration, Assanvo déclare que la ICCIG « réaffirme la vision de remettre le producteur au centre de la chaîne de valeur du cacao » et était « un autre exemple de la manière dont les deux pays, la Côte d'Ivoire et le Ghana, par l'intermédiaire de leurs chefs d'État respectifs, peuvent surmonter les défis »,. Le Premier ministre ivoirien Robert Beugré Mambé, représentant le président ivoirien et le PDG du Ghana Cocoa Board Joseph Boahen Aidoo assiste à l'inauguration du siège,,.

## Critiques
Les critiques ont décrit le ICCIG comme un « cartel du cacao », « l'OPEP du cacao » et « la Copec », une référence à l'Organisation des pays exportateurs de pétrole, un cartel pétrolier intergouvernemental,,. The Economist soutient que, même si le ICCIG a réussi à augmenter les prix mondiaux du cacao à court terme, il ne sera pas en mesure de maintenir les prix car limiter artificiellement l'offre de cacao nécessiterait des dépenses publiques importantes. The Economist soutient en outre que les prix énormes pourraient entraîner une offre excédentaire à long terme, car les agriculteurs pourraient être incités à se tourner vers le cacao ou à en cultiver davantage. Cobus de Hart, économiste au sein du cabinet de conseil Oxford African Economics, s'oppose à la réglementation de l'offre de cacao. Il souligne qu'il faut plusieurs années avant que les cacaoyers commencent à produire des fruits après leur plantation, rendant ainsi très difficile la tâche de convaincre les agriculteurs d'arrêter leur production de cacao. D'autres experts exprime également des préoccupations concernant la possibilité que les fabricants de chocolat réduisent leur financement des programmes de développement durable afin de compenser les coûts supplémentaires engendrés par les primes de la ICCIG.
La ICCIG fait également l'objet de critiques pour ne pas avoir réussi à augmenter les revenus des producteurs de cacao. En réaction à la prime de la ICCIG, la majorité des grands fabricants de chocolat ont diminué les primes qu'ils versent déjà aux agriculteurs pour leur fiabilité et la qualité de leurs produits.